# Hacksta, Västerås
Hacksta är en stadsdel och ett industriområde i Västerås. Området ligger i sydvästra Västerås, mellan järnvägen (Mälarbanan) och Saltängsvägen.
I Hacksta finns stora industrier. Här är ett urval av industrier i Hacksta från 2017: Uponor (VVS och infrastruktur), Svenska retursystem (tvätta och distribuera returlådor och returpallar till dagligvaruhandeln och livsmedelsindustrin), M4 (transport och maskintjänster), ICA (centrallager), Hilton Food Group (producent av förpackat kött), Jernhusen (kombiterminal) och Ragn-Sells (återvinning av avfall).
Området avgränsas av järnvägen, gräns mot Saltängen, Munkboängen och Söderleden.
Området gränsar i norr till Bäckby, i öster till Saltängen, i söder till Munkboängen.